# Prisión Estatal de San Quintín
La Prisión Estatal de San Quintín (San Quentin State Prison) es una prisión estadounidense, perteneciente al Departamento de Correcciones y Rehabilitación de California y ubicada en San Quintin, un área no incorporada en el condado de Marin, California. La prisión tiene el único corredor de la muerte del estado para hombres y la cámara de ejecución del estado. Si bien San Quintín cuenta con su propia cámara de gas, desde el año 1966 las ejecuciones se realizan por medio de la inyección letal. San Quintín fue fundada en 1852, siendo la prisión más antigua de California.
En esta prisión se grabó un concierto de Johnny Cash. También el grupo Metallica grabó allí el videoclip de la canción St. Anger, del álbum que lleva el mismo nombre. Esta prisión destaca además por tener a los criminales más reconocidos y peligrosos del país, en su mayoría sentenciados a muerte.

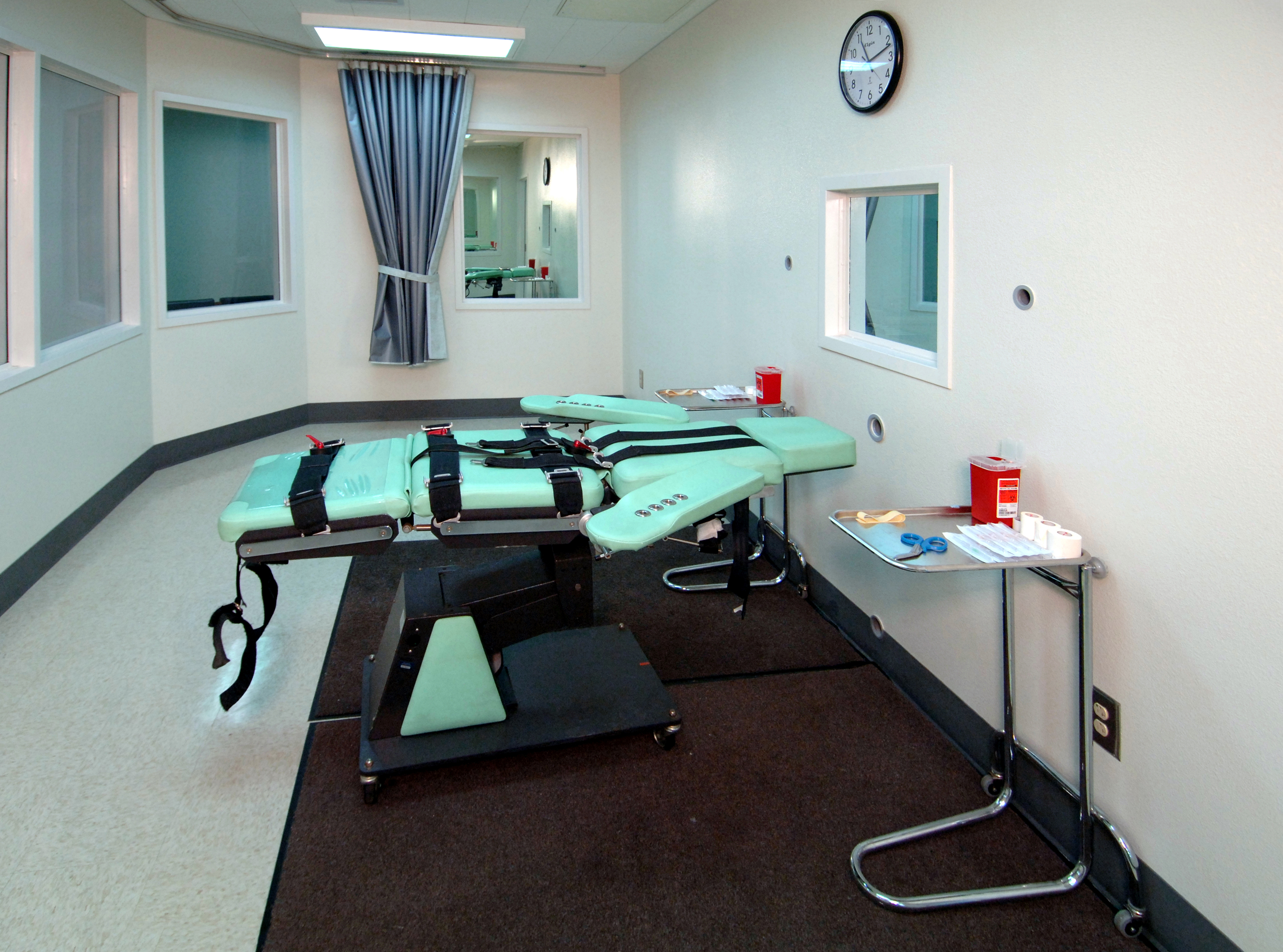
Cámara de ejecución de la Prisión Estatal de San Quintín.

## Presos notables

### En el corredor de la muerte actualmente
- Isauro Tony Aguirre (1980-): condenado por abusar física y psicológicamente, torturar y asesinar a Gabriel Fernández (2005-2013), hijo de Pearl Fernández (1983-), la amante de Aguirre, quien fue sentenciada a cadena perpetua.
- Alejandro Ávila: asesino de Samantha Runnion (1996-2002).
- David Carpenter (1930-): asesino en serie que violó y asesinó a ocho mujeres, condenado a muerte en 1983, a día de hoy sigue esperado su ejecución. Se trata del recluso más viejo en la actualidad.[2]
- Steven David Catlin (1944-): asesino en serie condenado por envenenar a dos sus exparejas y a su madre adoptiva entre 1976 y 1984 con el herbicida paraquat.
- Skylar Deleon (1979-): ex actor infantil, conspirador principal en el asesinato de Thomas y Jackie Hawks (en 2004) para cobrar el dinero de un yate, el cual había sido comprado con estafas. Fue condenado a muerte en 2009 junto con uno de sus cómplices, llamado John Fitzgerald Kennedy.
- Wayne Adam Ford (1961-): condenado a muerte en 2006 por matar a cuatro mujeres en 1997 y 1998.

- Ryan Hoyt (1979-): condenado a muerte por el asesinato de Nicholas Markowitz; su cómplice fue Jesse James Hollywood (n. 1980; condenado a cadena perpetua.
- Charles Ng (1960-): asesino en serie, condenado por asesinar a 11 personas. Su cómplice fue Leonard Lake (1945-1985), quien se suicidó con cianuro tras su arresto.
- Randy Steven Kraft (1945-): asesino en serie condenado por la tortura, mutilación y castración de 16 varones (y la sospecha de otros 51). Fue sentenciado a muerte en 1989.
- Scott Peterson (1972-): asesinó a su esposa embarazada, Laci Peterson (1975-2002) y a su hijo nonato. Su juicio generó una alta cobertura mediática. En 2020, su condena fue rebajada a cadena perpetua sin libertad condicional y se le trasladó a una prisión en Sacramento.
- Ramón Salcido (1961-): condenado por siete asesinatos, incluidos seis familiares y su jefe. Condenado a muerte en 1990.

### Antiguos reos
- Neal Cassady - escritor e icono de la generación beat. Encarcelado por ofrecerse a compartir marihuana con un policía encubierto. Estuvo preso entre 1958 y 1960.
- Danny Trejo - actor, estuvo preso entre 1965 a 1968.
- Lawrence Bittaker - condenado en 1981 por torturar y asesinar a cinco adolescentes, murió con una sentencia de muerte suspendida en 16 de diciembre de 2019.[3]

### Fallecidos en prisión
- Richard Chase: el "asesino vampiro", sentenciado a muerte en 1979, un año después de su condena, se suicidó por sobredosis mediante la ingesta de medicamentos.
- Louis Craine: asesino en serie que mató al menos a 4 mujeres. Murió de complicaciones del SIDA en el hospital en 1989.
- Scott Erskine: depredador sexual condenado a muerte por torturar y asesinar a Charlie Keever y Jonathan Sellers en 1993. Falleció en 2020 durante la Pandemia de COVID-19.
- Phillip Carl Jablonski: asesino en serie condenado por cinco asesinatos, falleció en su celda en diciembre de 2019.[4]
- Richard Ramirez: asesino en serie, condenado a muerte en 1989, fallecido en 2013 de insuficiencia hepática.2

### Ejecutados
- Burton Abbott: condenado por la violación y el asesinato de una adolescente; ejecutado en la cámara de gas el 15 de marzo de 1957.
- Clarence Ray Allen: condenado por ordenar el asesinato de tres personas. A los 76 años, fue la persona más anciana ejecutada en California (por inyección letal el 17 de enero de 2006).
- Stephen Wayne Anderson: asesino convicto, ejecutado por inyección letal el 29 de enero de 2002.
- Manny Babbitt: asesino convicto que murió por inyección letal el 4 de mayo de 1999.
- Donald Beardslee: condenado por dos asesinatos, ejecutado por inyección letal el 19 de enero de 2005.
- William Bonin: condenado por 14 asesinatos, el llamado "Asesino de la autopista" (uno de los tres hombres que tienen el mismo apodo) se convirtió en la primera persona en la historia de California en ser ejecutado por inyección letal el 23 de febrero de 1996.
- Caryl Chessman: violador convicto, recibió la pena de muerte en 1948 y fue ejecutado el 2 de mayo de 1960. El último hombre ejecutado en California por un delito sexual que no implicó también el asesinato.
- Billy Cook: asesino de Carl Mosser, su esposa Thelma, sus tres hijos pequeños y el automovilista Robert Dewey. Murió en la cámara de gas el 12 de diciembre de 1952.
- Theodore Durrant: condenado por asesinar a dos mujeres en San Francisco. Ejecutado en la horca el 7 de enero de 1898.
- Harvey Glatman: condenado por violar y estrangular a tres mujeres, murió en la cámara de gas el 18 de septiembre de 1959.
- Barbara Graham: asesina convicta, ejecutada en la cámara de gas el 3 de junio de 1955. Representado su drama en la película ¡Quiero vivir! que le mereció el Óscar a Susan Hayward.
- Robert Alton Harris: condenado por asesinar a dos niños, murió en la cámara de gas el 21 de abril de 1992.
- William Edward Hickman: condenado por secuestrar, mutilar y asesinar a Marion Parker, una niña de 12 años, murió por ahorcamiento el 19 de octubre de 1928.
- Raymond "Serpiente de cascabel James" Lisenba: condenado por matar a su esposa, fue el último hombre ejecutado por ahorcamiento en California el 1 de mayo de 1942.
- David Mason: condenado por asesinar a cinco personas, fue ejecutado en la cámara de gas el 24 de agosto de 1993.
- Gordon Stewart Northcott: condenado por matar a tres niños en los denominados asesinatos del gallinero de Wineville, fue ahorcado el 2 de octubre de 1930.
- Louise Peete: asesina convicta, ejecutada en la cámara de gas el 11 de abril de 1947.
- Sam Shockley y Miran Edgar Thompson: condenados por matar a un guardia en el intento de fuga de la Batalla de Alcatraz de 1946, ejecutados juntos en la cámara de gas el 3 de diciembre de 1948.
- Thomas Martin Thompson: condenado por el asesinato en 1981 de Ginger Fleischli, ejecutado por inyección letal el 14 de julio de 1998.
- Stanley Williams: asesino convicto, cofundador y líder inicial de la pandilla callejera de los Crips. Autor (varios libros infantiles sobre su experiencia en San Quintín ) y causa célebre. Ejecutado por inyección letal el 13 de diciembre de 2005.